# L'Autre Vie de Richard Kemp
Pour plus de détails, voir Fiche technique et Distribution.
L'Autre Vie de Richard Kemp est un thriller fantastique français écrit et réalisé par Germinal Alvarez, sorti en 2013.

## Synopsis
En 2010, le commandant de police Richard Kemp, proche de la retraite, enquête sur un meurtre dont le modus operandi présente d'étranges similitudes avec celui pratiqué par le « Perce-Oreille », un tueur en série qu'il avait traqué en vain au début de sa carrière. Hélène Batistelli, qui a découvert le corps, se rapproche de lui et ils deviennent proches. Mais un soir, sur un pont, il se fait précipiter à l'eau. En sortant, il se retrouve dans le passé, en mai 1989, à la veille du premier meurtre commis par le Perce-Oreille.
Kemp tente alors d’empêcher les multiples meurtres d'avoir lieu et va à la rencontre de l'Hélène de cette époque qui semble être la seule à pouvoir l'aider bien  qu'elle ne le connaisse pas encore. Il garde un œil sur son lui-même, inspecteur ambitieux vingt ans plus jeune mais ses interventions le rendent suspect dans les meurtres. Le Kemp âgé empêche l'accident dont il était responsable, ayant tué son collègue à l'époque. En tentant d'arrêter le tueur, les deux trouvent la mort. Le policier âgé a modifié une partie du passé, changeant positivement le destin des protagonistes.
Lorsque 2010 arrive, Hélène Batistelli et Richard Kemp se retrouvent et peuvent revivre leur histoire d'amour.

## Fiche technique
- Titre : L'Autre Vie de Richard Kemp
- Réalisation : Germinal Alvarez
- Scénario : Germinal Alvarez et Nathalie Saugeon, avec la participation de Vanessa Lepinard
- Décors : Marie-Hélène Sulmoni
- Costumes : Pierre Canitrot
- Photographie : Vincent Mathias
- Son : Rodolphe Beauchamps
- Montage : Yannick Kergoat et Alexandro Rodriguez
- Musique : Evgueni Galperine et Sacha Galperine
- Production : Carole Scotta et Simon Arnal-Szlovak
- Sociétés de production : Haut et Court ; Direct Cinéma (coproduction)
- Société de distribution : Haut et Court
- Budget : 2 600 000 €[1]
- Pays d'origine :  France
- Langue originale : français
- Format : couleur
- Genre :  thriller fantastique, policier, romance
- Durée : 102 minutes
- Date de sortie :
  - France : 6 avril 2013 (Festival de Beaune) ; 5 juin 2013 (sortie nationale)

## Distribution
- Jean-Hugues Anglade : inspecteur Richard Kemp (1989) / commandant Richard Kemp (2010)
- Mélanie Thierry : Hélène Batistelli (1989 et 2010)
- Philippe Berodot : inspecteur Cyril Verbeck
- Pierre Moure : Xavier
- Loïc Rojouan : commissaire Marseglia
- Frédéric Saurel : Pierrot
- Nicolas Villemagne : « Perce-oreille »
- Adrien Cauchetier : François
- Flor Lurienne : l'hôtesse de l'aquarium
- Elsa Galles : Jeanne

## Production

### Tournage
Pour un budget de 2 600 000 euros, les scènes du film ont été tournées au port de La Rochelle, dans un hôpital abandonné à Rochefort en Charente-Maritime et à Bordeaux en Aquitaine, notamment dans le quartier Mériadeck. La base sous-marine de La Pallice et le pont de l'île de Ré ont également servi de décors.
Il fallait environ deux heures et demie pour préparer Jean-Hugues Anglade dans le rôle de Richard Kemp en 1989 et environ quatre heures pour maquiller Mélanie Thierry pour le rôle d'Hélène Batistelli en 2010.

## Distinctions
- Festival international du film policier de Beaune 2013 : sélection officielle, en compétition
- Festival international du film fantastique de Puchon 2013 : sélection officielle, en compétition
- Skip City International D-Cinema Festival 2013 (à Kawaguchi) : sélection officielle, en compétition